# Søndagsjægerens Jagtæventyr
|  | Denne artikel er oprettet af botten PalnaBot ud fra en ekstern database. Den kan derfor have sproglige fejl eller mangler. Denne skabelon kan fjernes efter kontrol af indholdet. |

Søndagsjægerens Jagtæventyr er en stumfilm instrueret af Eduard Schnedler-Sørensen efter manuskript af Lau Lauritzen Sr..